# Cantone di Cazals
Il Cantone di Cazals era una divisione amministrativa dell'arrondissement di Cahors.
È stato soppresso a seguito della riforma complessiva dei cantoni del 2014, che è entrata in vigore con le elezioni dipartimentali del 2015.
Comprendeva i comuni di:
- Les Arques
- Cazals
- Frayssinet-le-Gélat
- Gindou
- Goujounac
- Marminiac
- Montcléra
- Pomarède
- Saint-Caprais